# Kreuzungsrecht
Unter Kreuzungsrecht werden sowohl die Regelung der Rechtsbeziehungen an Kreuzungen oder Einmündungen von Straßen untereinander als auch die Kreuzung von Gewässern und Eisenbahnen mit der Straße verstanden.

## Deutschland
Das Kreuzungsrecht regelt unter anderem die Verteilung der Kosten für die Anlage neuer Kreuzungen oder die Änderung vorhandener Kreuzungen wie auch die Unterhaltung der Kreuzungen.
Gesetzliche Regelungen finden sich für die Kreuzung öffentlicher Straßen in § 12 FStrG, für Bundesfernstraßen mit Gewässern in § 12a FStrG, einer Bundeswasserstraße mit öffentlichen Verkehrswegen (Straße und Schiene) in § 40 ff. WaStrG und für Kreuzungen von Eisenbahnen und Straßen im Eisenbahnkreuzungsgesetz sowie in den entsprechenden Landesstraßengesetzen. Außerdem gibt es in einigen Verordnungen weitergehende Regelungen.